# Når sneen falder
"Når sneen falder" er en dansk julesang fra 1988, fremført af Thomas Helmig og Søs Fenger. Sangen er skrevet og komponeret af Helmig og Peter A.G. Nielsen.

## Historie
Sangen er indspillet i 1988, mens Søs Fenger og Thomas Helmig var gift. Sangen handler om at tænke på de svage i samfundet - eksempelvis at være hjemløs i julen.

## Spor
- 7" single

1. "Når sneen falder" – 4:20

## Musikere
Følgende musikere var med på sangen;
- Thomas Helmig – vokal, diverse instrumenter, sangskriver, komponist
- Søs Fenger - vokal
- Johs Stærk - kor
- Jacob Riis-Olsen - kor
- Tom R. Andersen - bjælder, programmer
- Peter A.G. Nielsen - komponist

## Hitlister
| Hitliste (2014-2018)   | Højeste placering |
| ---------------------- | ----------------- |
| Danmark (Track Top-40) | 21                |